# Marieke van Doorn
Marieke van Doorn   (Rotterdam, 15 de juny de 1960) és una jugadora d'hoquei sobre herba neerlandesa, ja retirada, que va competir durant les dècades de 1970 i 1980.
El 1984 va prendre part en els Jocs Olímpics d'Estiu de Los Angeles, on guanyà la medalla d'or en la competició d'hoquei sobre herba. Quatre anys més tard, als Jocs de Seül, guanyà la medalla de bronze en la mateixa prova. En el seu palmarès també destaquen dues medalles d'or a la Copa del món d'hoquei sobre herba, una d'or al Champions Trophy i una d'or al Campionat d'Europa. Entre 1982 i 1988 disputà 89 partits amb la selecció neerlandesa.